# Sallèles-d'Aude
Sallèles-d'Aude  est une commune française située dans le nord-est du département de l'Aude en région Occitanie.
Sur le plan historique et culturel, la commune fait partie du Narbonnais, un pays comprenant Narbonne et sa périphérie, le massif de la Clape et la bande lagunaire des étangs. Exposée à un climat méditerranéen, elle est drainée par le canal du Midi, l'Aude, la Cesse, le Ruisseau Audié et par un autre cours d'eau. La commune possède un patrimoine naturel remarquable : un site Natura 2000 (le « cours inférieur de l'Aude ») et deux zones naturelles d'intérêt écologique, faunistique et floristique.
Salleles-d'Aude était dans l'Antiquité un village de potiers. Le musée Amphoralis permet d'y admirer les restes et les trouvailles des archéologues .
Sallèles-d'Aude est une commune rurale qui compte 3 104 habitants en 2022, après avoir connu une forte hausse de la population depuis 1975. Elle appartient à l'unité urbaine de Sallèles-d'Aude et fait partie de l'aire d'attraction de Narbonne. Ses habitants sont appelés les Sallelois ou Salleloises.
Le patrimoine architectural de la commune comprend deux  immeubles protégés au titre des monuments historiques : le canal du Midi (épanchoir de Gailhousty), classé en 1996, et le château de Sallèles, inscrit en 2003.
La commune possède sa propre application disponible sur le play store ou l'Apple store.

## Géographie

### Localisation
La commune est située dans le nord du parc naturel régional de la Narbonnaise en Méditerranée à la confluence de la Cesse avec l'Aude, traversée par le canal de Jonction et le canal du Midi.
Le territoire de la commune est limitrophe de ceux de sept autres communes :

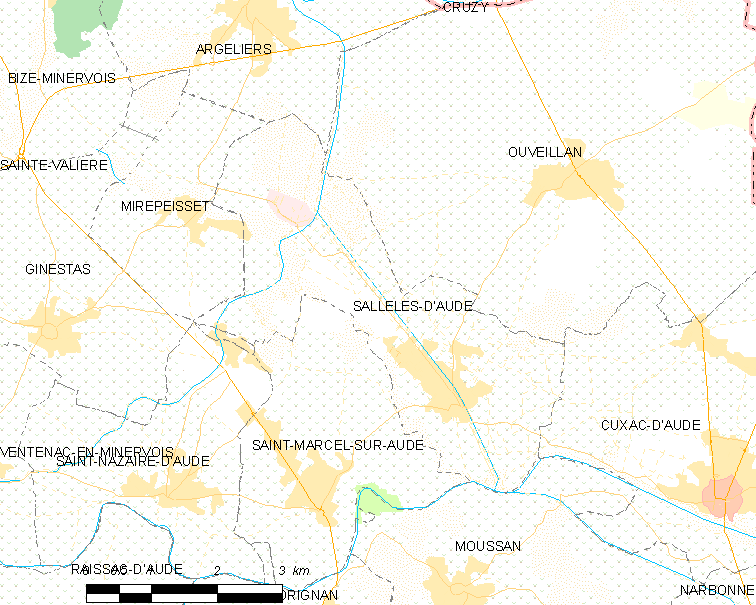
Carte de la commune de Sallèles-d'Aude et des proches communes.

| Mirepeisset | Argeliers             | Ouveillan    |
| Ginestas    | Sallèles-d'Aude       | Cuxac-d'Aude |
|             | Saint-Marcel-sur-Aude | Moussan      |

### Hameaux et lieux-dits
Le Somail est un hameau en partie sur la commune.

### Voies de communication et transports
La commune est desservie par la ligne 20 des Autobus de Narbonne.

### Hydrographie
La commune est dans la région hydrographique « Côtiers méditerranéens », au sein du bassin hydrographique Rhône-Méditerranée-Corse. Elle est drainée par le canal du Midi, l'Aude, la Cesse, le ruisseau Audié et le ruisseau des Conillières, qui constituent un réseau hydrographique de 13 km de longueur totale,.
Le canal du Midi, d'une longueur totale de 239,8 km, est un canal de navigation à bief de partage qui relie Toulouse à la mer Méditerranée depuis le XVIIe siècle.
L'Aude, d'une longueur totale de 223,59 km, prend sa source dans la commune des Angles et s'écoule du sud vers le nord. Elle traverse la commune et se jette dans le golfe du Lion à Fleury, après avoir traversé 73 communes.
La Cesse, d'une longueur totale de 53,5 km, prend sa source dans la commune de Cassagnoles et s'écoule vers le sud-est. Elle traverse la commune et se jette dans l'Aude à Saint-Marcel-sur-Aude, après avoir traversé 16 communes.
Le ruisseau Audié, d'une longueur totale de 12,2 km, prend sa source dans la commune d'Ouveillan et s'écoule vers le sud puis se réoriente vers l'est. Il traverse la commune et se jette dans le canal de la Noër à Coursan, après avoir traversé 4 communes.

### Climat
Pour des articles plus généraux, voir Climat de l'Occitanie et Climat de l'Aude.
En 2010, le climat de la commune est de type climat méditerranéen franc, selon une étude s'appuyant sur une série de données couvrant la période 1971-2000. En 2020, Météo-France publie une typologie des climats de la France métropolitaine dans laquelle la commune est exposée à un climat méditerranéen et est dans la région climatique Provence, Languedoc-Roussillon, caractérisée par une pluviométrie faible en été, un très bon ensoleillement (2 600 h/an), un été chaud (21,5 °C), un air très sec en été, sec en toutes saisons, des vents forts (fréquence de 40 à 50 % de vents > 5 m/s) et peu de brouillards.
Pour la période 1971-2000, la température annuelle moyenne est de 14,7 °C, avec une amplitude thermique annuelle de 15,9 °C. Le cumul annuel moyen de précipitations est de 549 mm, avec 5,2 jours de précipitations en janvier et 2,5 jours en juillet. Pour la période 1991-2020, la température moyenne annuelle observée sur la station météorologique la plus proche, située sur la commune d'Argeliers à 7 km à vol d'oiseau, est de 15,8 °C et le cumul annuel moyen de précipitations est de 624,7 mm,. Pour l'avenir, les paramètres climatiques de la commune estimés pour 2050 selon différents scénarios d’émission de gaz à effet de serre sont consultables sur un site dédié publié par Météo-France en novembre 2022.

### Milieux naturels et biodiversité

#### Réseau Natura 2000

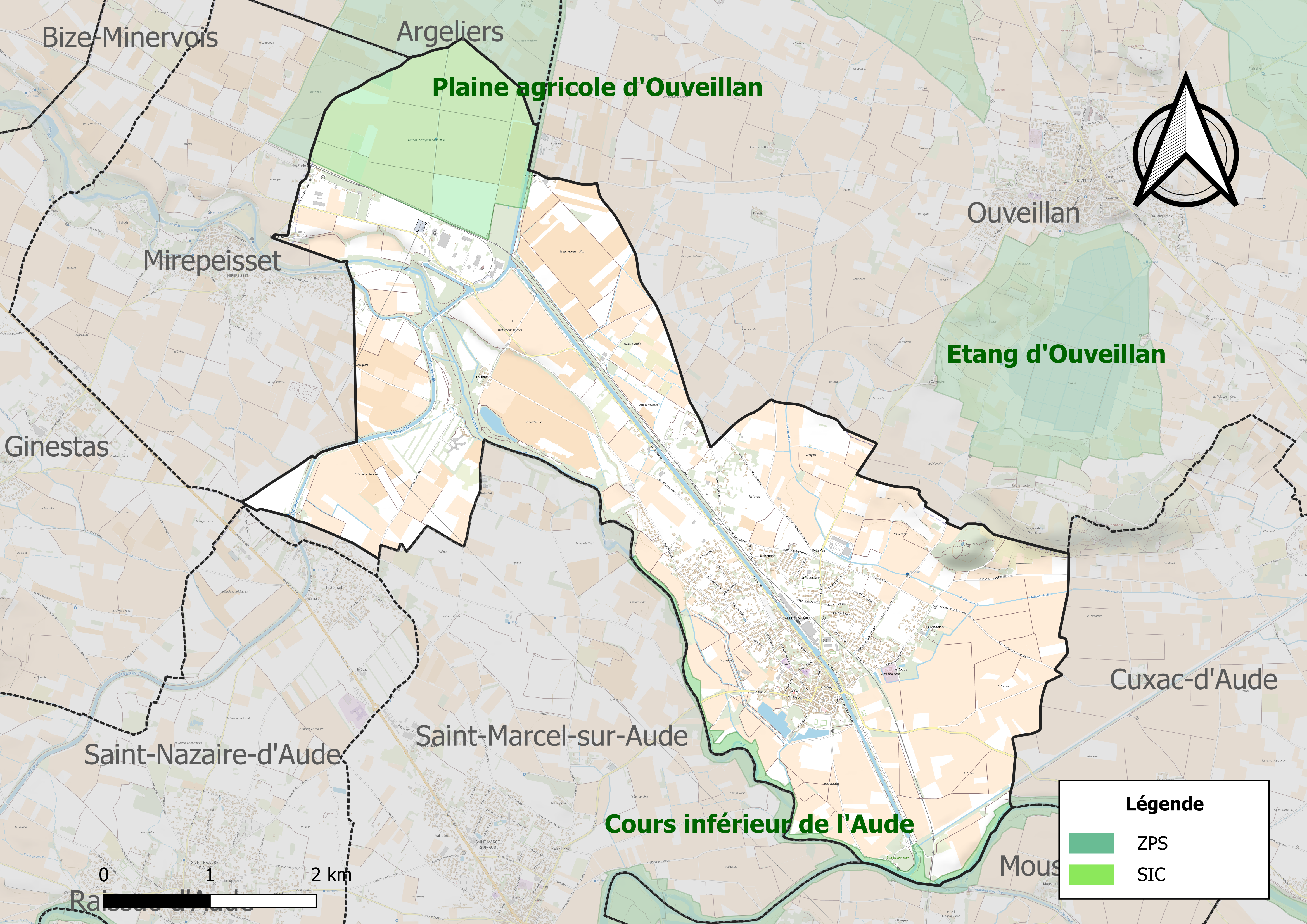
Site Natura 2000 sur le territoire communal.

Le réseau Natura 2000 est un réseau écologique européen de sites naturels d'intérêt écologique élaboré à partir des directives habitats et oiseaux, constitué de zones spéciales de conservation (ZSC) et de zones de protection spéciale (ZPS).
Un site Natura 2000 a été défini sur la commune au titre de la directive habitats : le « cours inférieur de l'Aude », d'une superficie de 5 358 ha, permet la reproduction d'espèces migratrices vulnérables (Alose feinte, Lamproie marine), en forte régression depuis la prolifération des ouvrages sur les cours d'eau.

#### Zones naturelles d'intérêt écologique, faunistique et floristique

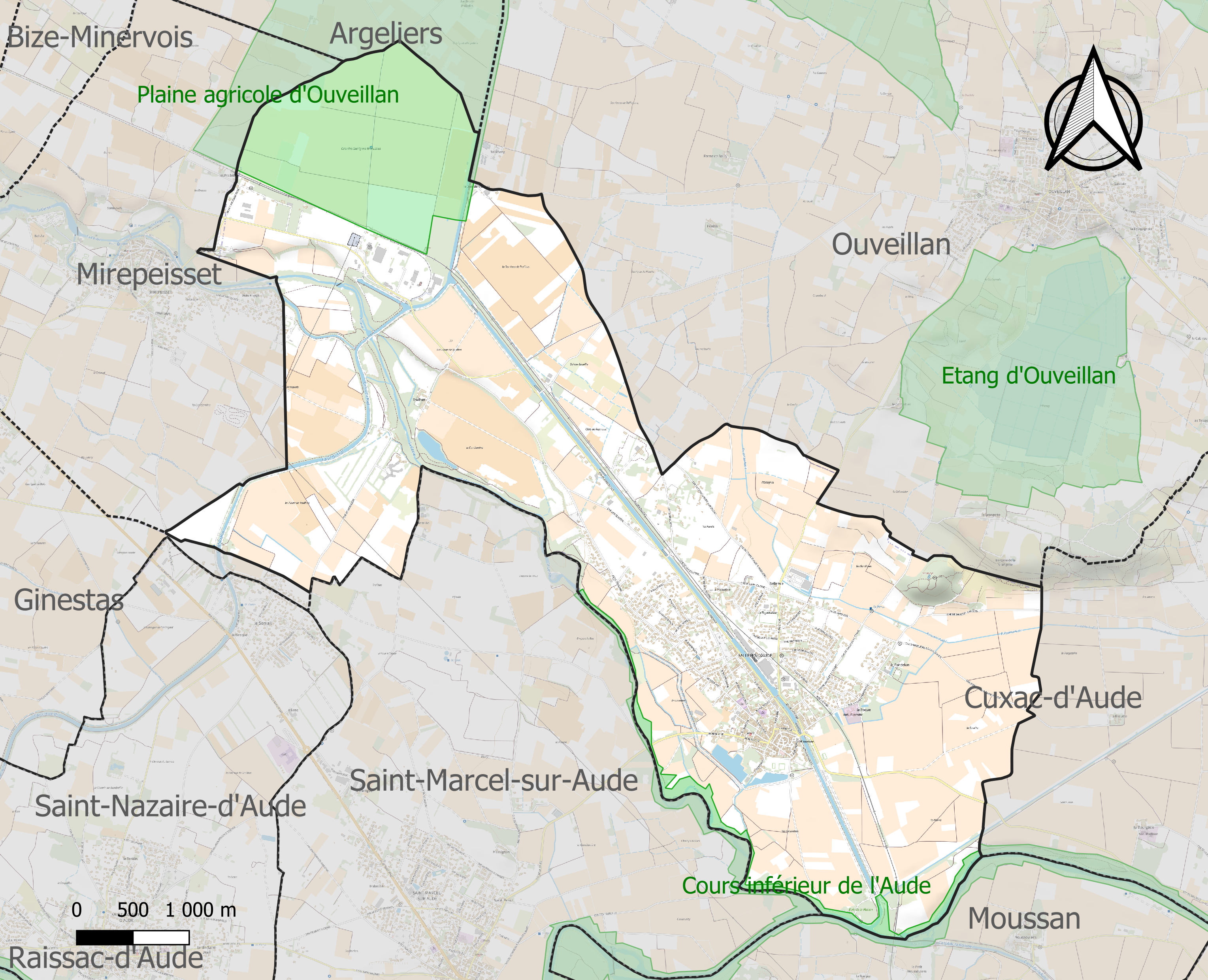
Carte des ZNIEFF de type 1 localisées sur la commune.

L’inventaire des zones naturelles d'intérêt écologique, faunistique et floristique (ZNIEFF) a pour objectif de réaliser une couverture des zones les plus intéressantes sur le plan écologique, essentiellement dans la perspective d’améliorer la connaissance du patrimoine naturel national et de fournir aux différents décideurs un outil d’aide à la prise en compte de l’environnement dans l’aménagement du territoire.
Deux ZNIEFF de type 1 sont recensées sur la commune :
le « cours inférieur de l'Aude » (295 ha), couvrant 12 communes du département, et 
la « plaine agricole d'Ouveillan » (1 902 ha), couvrant 7 communes dont 4 dans l'Aude et 3 dans l'Hérault.

## Urbanisme

### Typologie
Au 1er janvier 2024, Sallèles-d'Aude est catégorisée bourg rural, selon la nouvelle grille communale de densité à 7 niveaux définie par l'Insee en 2022.
Elle appartient à l'unité urbaine de Sallèles-d'Aude, une unité urbaine monocommunale constituant une ville isolée,. Par ailleurs la commune fait partie de l'aire d'attraction de Narbonne, dont elle est une commune de la couronne,. Cette aire, qui regroupe 71 communes, est catégorisée dans les aires de 50 000 à moins de 200 000 habitants,.

### Occupation des sols
L'occupation des sols de la commune, telle qu'elle ressort de la base de données européenne d’occupation biophysique des sols Corine Land Cover (CLC), est marquée par l'importance des territoires agricoles (84,4 % en 2018), en diminution par rapport à 1990 (90,4 %). La répartition détaillée en 2018 est la suivante : 
cultures permanentes (59,8 %), zones agricoles hétérogènes (22,1 %), zones urbanisées (13,6 %), prairies (2,4 %), zones industrielles ou commerciales et réseaux de communication (2 %). L'évolution de l’occupation des sols de la commune et de ses infrastructures peut être observée sur les différentes représentations cartographiques du territoire : la carte de Cassini (XVIIIe siècle), la carte d'état-major (1820-1866) et les cartes ou photos aériennes de l'IGN pour la période actuelle (1950 à aujourd'hui).

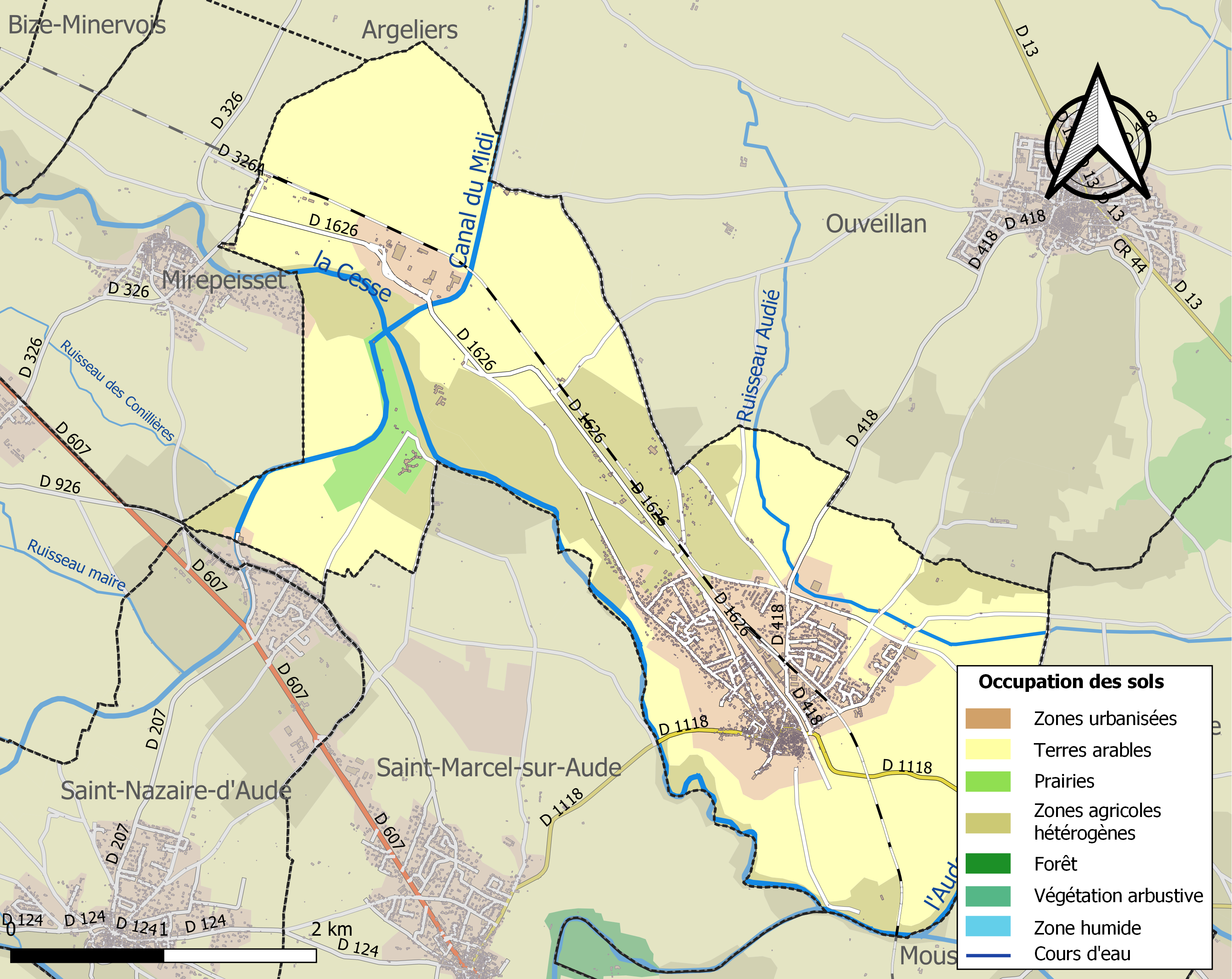
Carte des infrastructures et de l'occupation des sols de la commune en 2018 (CLC).

### Risques majeurs
Le territoire de la commune de Sallèles-d'Aude est vulnérable à différents aléas naturels : météorologiques (tempête, orage, neige, grand froid, canicule ou sécheresse), inondations et séisme (sismicité faible). Il est également exposé à deux risques technologiques,  le transport de matières dangereuses et  le risque industriel. Un site publié par le BRGM permet d'évaluer simplement et rapidement les risques d'un bien localisé soit par son adresse soit par le numéro de sa parcelle.

#### Risques naturels
La commune fait partie du territoire à risques importants d'inondation (TRI) de Narbonne, regroupant 18 communes du bassin de vie de l'agglomération narbonnaise, un des 31 TRI qui ont été arrêtés fin 2012 sur le bassin Rhône-Méditerranée, retenu au regard des submersions marines et des débordements des cours d’eau l’Aude, l'Orbieu et la Berre. Des cartes des surfaces inondables ont été établies pour trois scénarios : fréquent (crue de temps de retour de 10 ans à 30 ans), moyen (temps de retour de 100 ans à 300 ans) et extrême (temps de retour de l'ordre de 1 000 ans, qui met en défaut tout système de protection),. La commune a été reconnue en état de catastrophe naturelle au titre des dommages causés par les inondations et coulées de boue survenues en 1982, 1992, 1994, 1996, 1999, 2005, 2006, 2009, 2011, 2014 et 2018,.

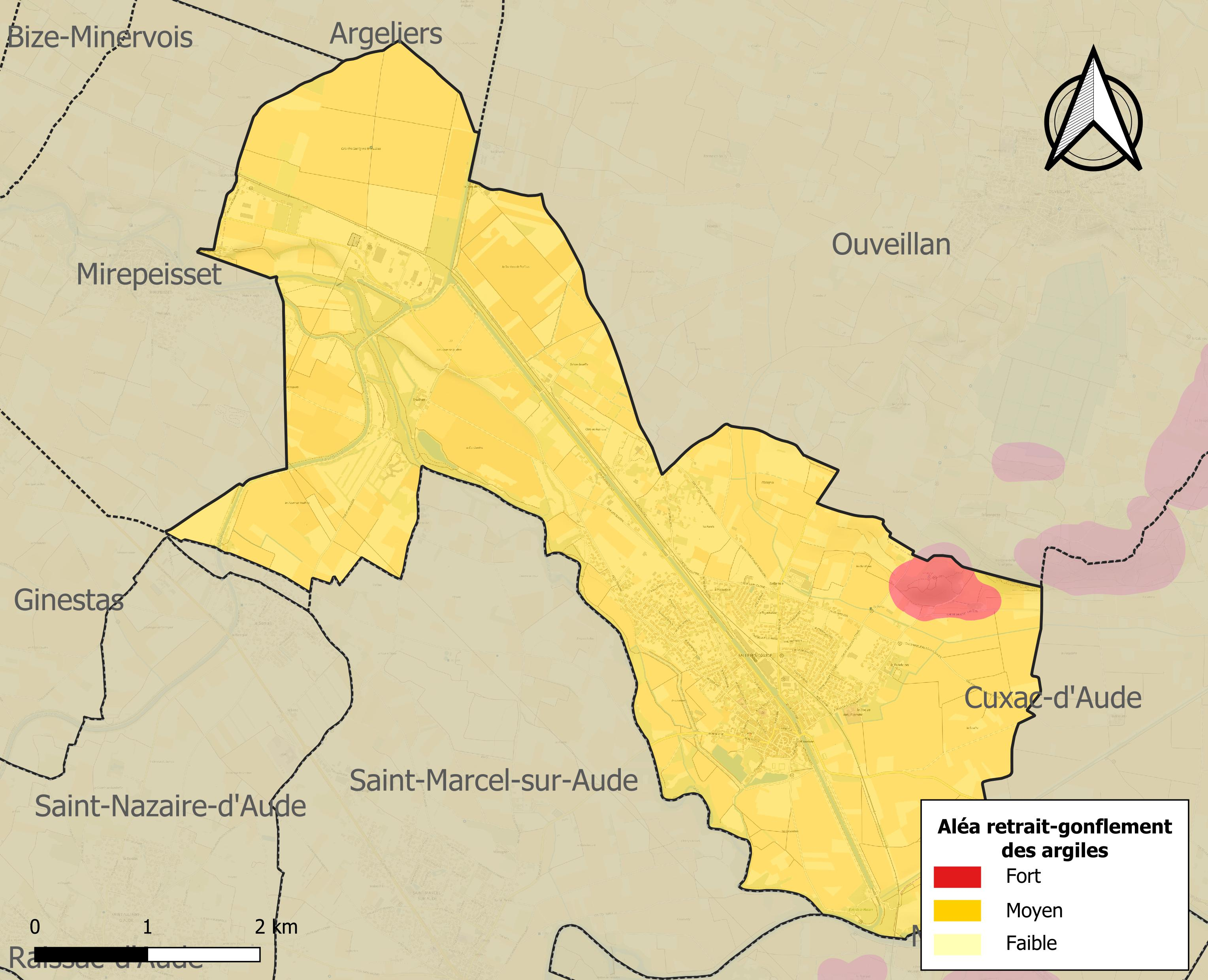
Carte des zones d'aléa retrait-gonflement des sols argileux de Sallèles-d'Aude.

Le retrait-gonflement des sols argileux est susceptible d'engendrer des dommages importants aux bâtiments en cas d’alternance de périodes de sécheresse et de pluie. La totalité de la commune est en aléa moyen ou fort (75,2 % au niveau départemental et 48,5 % au niveau national). Sur les 1 283 bâtiments dénombrés sur la commune en 2019, 1283 sont en aléa moyen ou fort, soit 100 %, à comparer aux 94 % au niveau départemental et 54 % au niveau national. Une cartographie de l'exposition du territoire national au retrait gonflement des sols argileux est disponible sur le site du BRGM,.

#### Risques technologiques
La commune est exposée au risque industriel du fait de la présence sur son territoire d'une entreprise soumise à la directive européenne SEVESO.
Le risque de transport de matières dangereuses sur la commune est lié à sa traversée par une route à fort trafic. Un accident se produisant sur une telle infrastructure est en effet susceptible d’avoir des effets graves au bâti ou aux personnes jusqu’à 350 m, selon la nature du matériau transporté. Des dispositions d’urbanisme peuvent être préconisées en conséquence.

## Toponymie
Commune mentionnée en 924[réf. nécessaire].

## Histoire

### Préhistoire et Antiquité
L'atelier de poterie antique de Sallèles-d'Aude a fonctionné du Ier au IIIe siècle. Les fouilles ont commencé en 1976. En 1985 la première tombe y est découverte, d'autres apparaissent l'année suivante et encore en 1987.
Le site couvre 3 ha. Il fournit d'abord principalement céramiques communes (vaisselle et autres objets de maison, notamment des lampes (à huile), et des matériaux de construction, principalement des tuiles. On y trouve des céramiques campaniennes, arrétines, gauloises. La période finale voit des céramiques sigillées, claires et africaines ; et un seul fragment de DSP,. Mais bien avant l'abandon du site, l'atelier commence à produire les amphores à vin dont la quantité étonnante a inspiré le nom du musée de site attenant. C'est cette nouvelle production qui amène les potiers à construire des fours gigantesques pour l'époque.

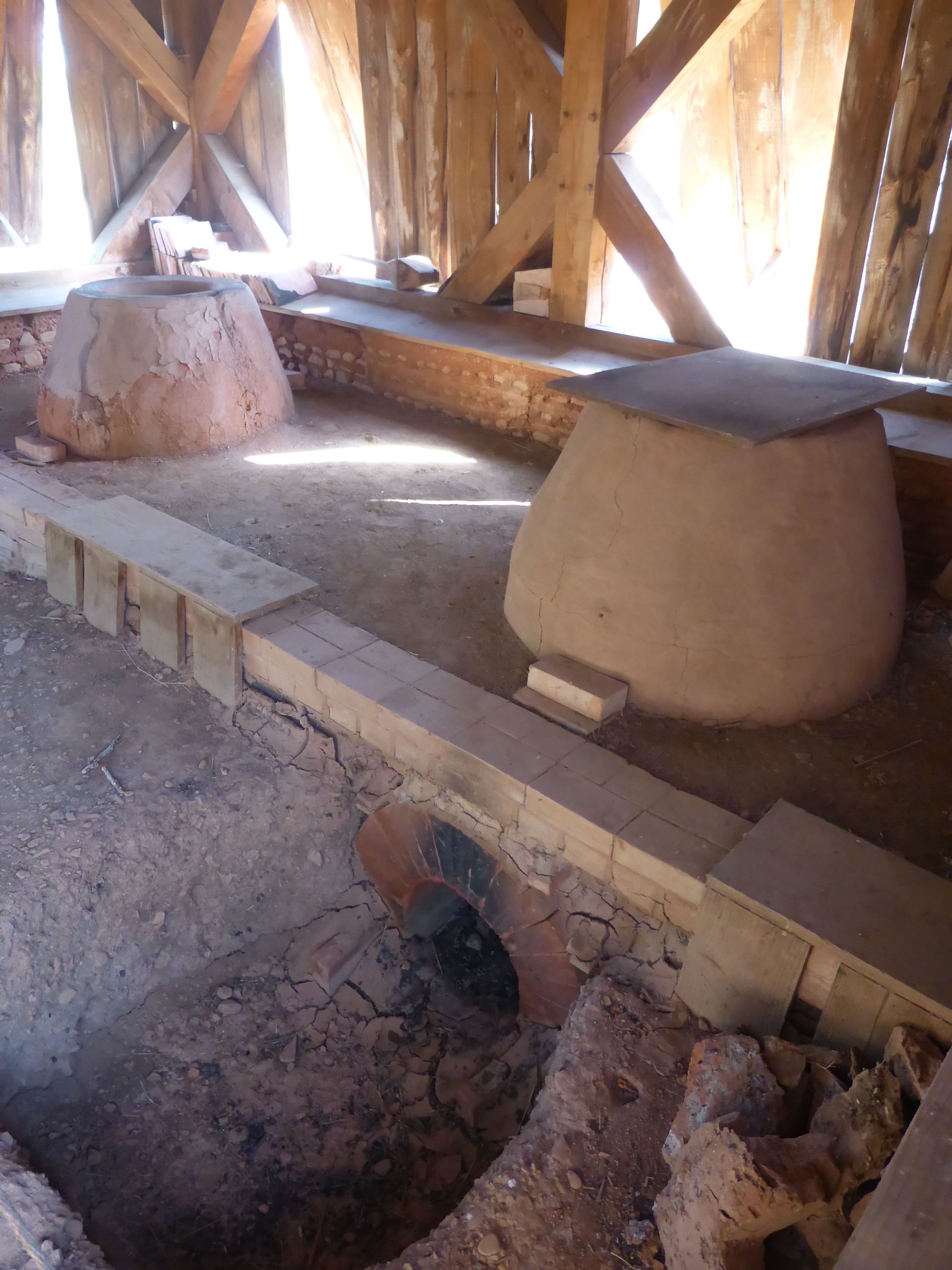
Petits fours reconstitués
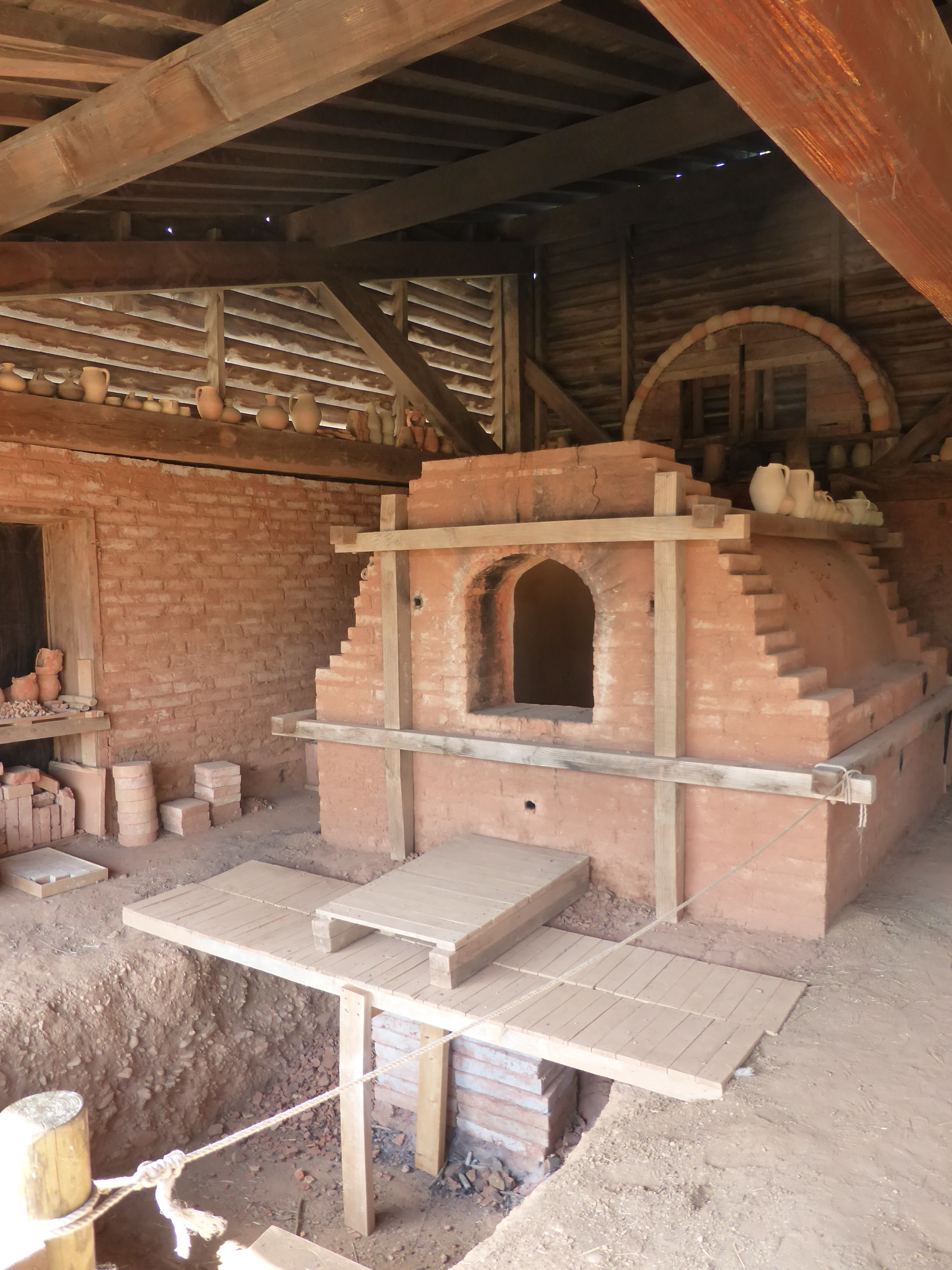
Four no 4 reconstitué
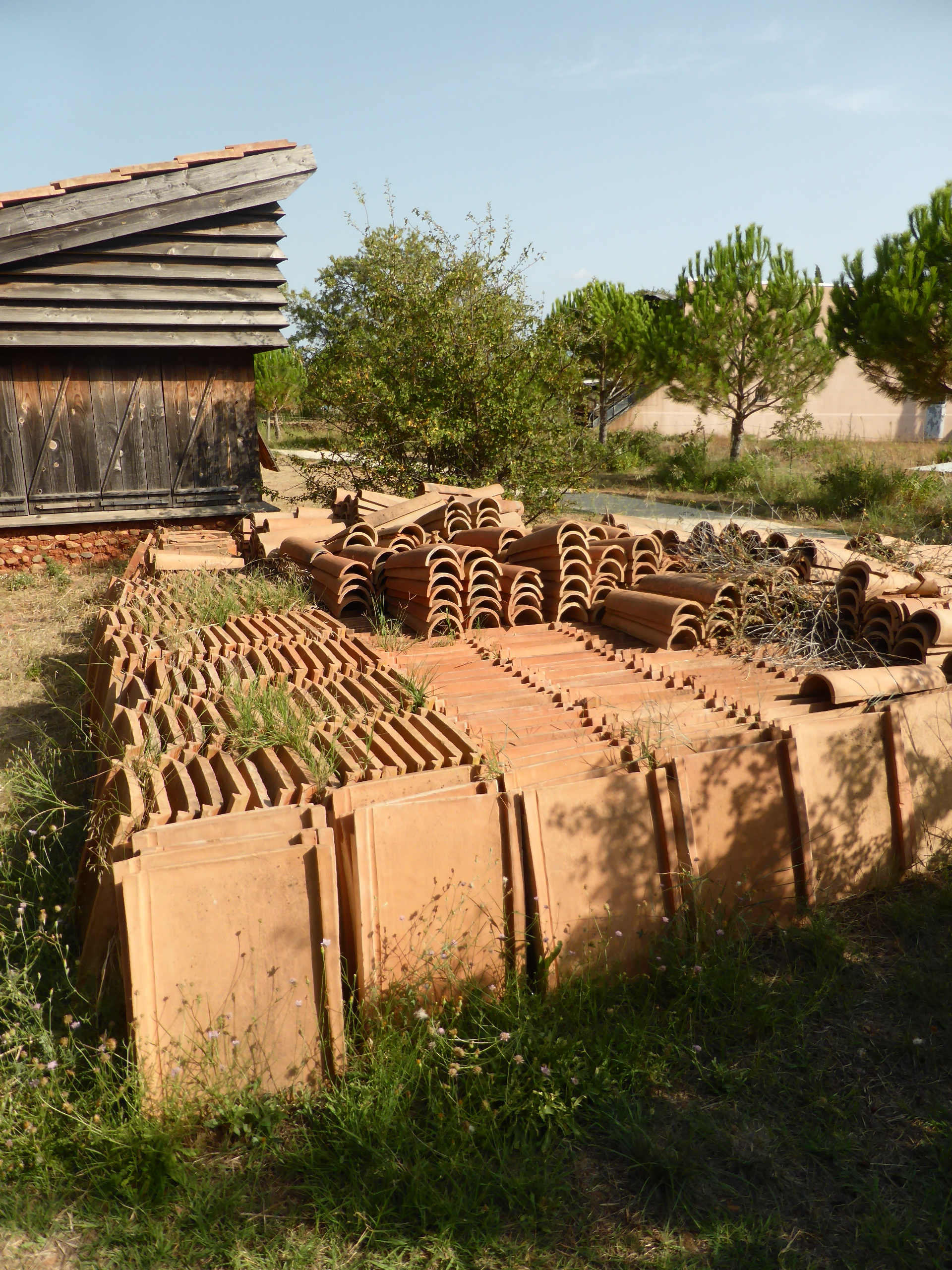
Tuiles fabriquées à l'atelier du musée

Au domaine de la Fondelon dans l'est de la commune, une pierre enchâssée dans le mur de clôture porte une inscription laissant penser qu'elle pourrait marquer l'existence d'un pagus local.

## Politique et administration

### Liste des maires
| Période        | Période                   | Identité                     | Étiquette    | Qualité                                                                               |
| -------------- | ------------------------- | ---------------------------- | ------------ | ------------------------------------------------------------------------------------- |
| 1806           | 1824                      | Hercule de Bonet de Sallèles |              | Propriétaire du château de Sallèles                                                   |
| 1825           | 1831                      | Xavier de La Taule           |              |                                                                                       |
| 1831           | 1835                      | Somadieu                     |              |                                                                                       |
| 1835           | 1843                      | Despeyroux                   |              |                                                                                       |
| 1843           | 1848                      | Cazanou                      |              |                                                                                       |
| 1848           | 1859                      | Marius Caudière              |              | Sous-directeur du canal Conseiller général du canton de Ginestas (1853 → 1870)        |
| 1859           | 1867                      | Laffont                      |              |                                                                                       |
| 1867           | 1878                      | Mestre                       |              |                                                                                       |
| 1876           | 1878                      | Jutge                        |              |                                                                                       |
| 1878           | 1880                      | Dellong                      |              |                                                                                       |
| 1880           | 1885                      | Dupont                       |              |                                                                                       |
| 1885           | 1898                      | Louis Delprat                |              |                                                                                       |
| 1898           | 1929                      | Charles Armet                |              | Médecin                                                                               |
| 1929           | 1931                      | Louis Mas                    |              |                                                                                       |
| 1931           | 1944                      | Pierre Maraval               |              |                                                                                       |
| 1944           | septembre 1960 (décès)    | Jean Clavel                  | SFIO         | Viticulteur Conseiller général du canton de Ginestas (1951 → 1960)                    |
| septembre 1960 | mars 1989                 | Marcel Maurel (1922-2018)    | SFIO puis PS | Maire honoraire                                                                       |
| mars 1989      | mars 2001                 | Claude Maraval               | DVG          |                                                                                       |
| mars 2001      | En cours (au 18 mai 2020) | Yves Bastié (1954- )         | PS           | Professeur de mathématiques Conseiller régional de Languedoc-Roussillon (1998 → 2004) |

## Démographie
| 1793 | 1800 | 1806 | 1821 | 1831 | 1836  | 1841  | 1846  | 1851  |
| ---- | ---- | ---- | ---- | ---- | ----- | ----- | ----- | ----- |
| 620  | 687  | 764  | 950  | 908  | 1 021 | 1 112 | 1 183 | 1 224 |

| 1856  | 1861  | 1866  | 1872  | 1876  | 1881  | 1886  | 1891  | 1896  |
| ----- | ----- | ----- | ----- | ----- | ----- | ----- | ----- | ----- |
| 1 259 | 1 339 | 1 596 | 1 753 | 1 907 | 2 435 | 2 168 | 2 449 | 2 263 |

| 1901  | 1906  | 1911  | 1921  | 1926  | 1931  | 1936  | 1946  | 1954  |
| ----- | ----- | ----- | ----- | ----- | ----- | ----- | ----- | ----- |
| 2 314 | 2 049 | 1 929 | 1 988 | 1 888 | 1 894 | 1 805 | 1 563 | 1 610 |

| 1962  | 1968  | 1975  | 1982  | 1990  | 1999  | 2004  | 2006  | 2009  |
| ----- | ----- | ----- | ----- | ----- | ----- | ----- | ----- | ----- |
| 1 634 | 1 801 | 1 879 | 1 842 | 1 659 | 1 835 | 2 063 | 2 189 | 2 466 |

| 2014  | 2019  | 2022  | - | - | - | - | - | - |
| ----- | ----- | ----- | - | - | - | - | - | - |
| 2 828 | 3 024 | 3 104 | - | - | - | - | - | - |

### Manifestations culturelles et festivités
- Fête de la  Saint-Roch.
- Marché des Potiers.
- Festival Eau, Terre et Vin.
- Festival des Rencontres de Cornemuses NA BODEGA.
- Marché de la Cousette.

## Économie

### Revenus
En 2018  (données Insee publiées en septembre 2021), la commune compte 1 199 ménages fiscaux, regroupant 2 879 personnes. La médiane du revenu disponible par unité de consommation est de 20 120 € (19 240 € dans le département). 41 % des ménages fiscaux sont imposés ( % dans le département).

### Emploi
| Division       | 2008   | 2013   | 2018   |
| -------------- | ------ | ------ | ------ |
| Commune        | 8,9 %  | 12,6 % | 12,8 % |
| Département    | 10,2 % | 12,8 % | 12,6 % |
| France entière | 8,3 %  | 10 %   | 10 %   |

En 2018, la population âgée de 15 à 64 ans s'élève à 1 741 personnes, parmi lesquelles on compte 76,6 % d'actifs (63,8 % ayant un emploi et 12,8 % de chômeurs) et 23,4 % d'inactifs,. En 2018, le taux de chômage communal (au sens du recensement) des 15-64 ans est supérieur à celui de la France et du département, alors qu'il était inférieur à celui du département en 2008.
La commune fait partie de la couronne de l'aire d'attraction de Narbonne, du fait qu'au moins 15 % des actifs travaillent dans le pôle,. Elle compte 504 emplois en 2018, contre 557 en 2013 et 479 en 2008. Le nombre d'actifs ayant un emploi résidant dans la commune est de 1 132, soit un indicateur de concentration d'emploi de 44,6 % et un taux d'activité parmi les 15 ans ou plus de 56,6 %.
Sur ces 1 132 actifs de 15 ans ou plus ayant un emploi, 256 travaillent dans la commune, soit 23 % des habitants. Pour se rendre au travail, 89 % des habitants utilisent un véhicule personnel ou de fonction à quatre roues, 1,7 % les transports en commun, 5,6 % s'y rendent en deux-roues, à vélo ou à pied et 3,6 % n'ont pas besoin de transport (travail au domicile).

### Activités hors agriculture

#### Secteurs d'activités
236 établissements sont implantés à Sallèles-d'Aude au 31 décembre 2019. Le tableau ci-dessous en détaille le nombre par secteur d'activité et compare les ratios avec ceux du département,.
| Secteur d'activité                                                                                        | Commune | Commune | Département |
| Secteur d'activité                                                                                        | Nombre  | %       | %           |
| --- | ------- | ------- | ----------- |
| Ensemble                                                                                                  | 236     | 100 %   | (100 %)     |
| Industrie manufacturière, industries extractives et autres                                                | 33      | 14 %    | (8,8 %)     |
| Construction                                                                                              | 38      | 16,1 %  | (14 %)      |
| Commerce de gros et de détail, transports, hébergement et restauration                                    | 58      | 24,6 %  | (32,3 %)    |
| Information et communication                                                                              | 5       | 2,1 %   | (1,6 %)     |
| Activités financières et d'assurance                                                                      | 1       | 0,4 %   | (2,7 %)     |
| Activités immobilières                                                                                    | 12      | 5,1 %   | (5,2 %)     |
| Activités spécialisées, scientifiques et techniques et activités de services administratifs et de soutien | 29      | 12,3 %  | (13,3 %)    |
| Administration publique, enseignement, santé humaine et action sociale                                    | 34      | 14,4 %  | (13,2 %)    |
| Autres activités de services                                                                              | 26      | 11 %    | (8,8 %)     |

Le secteur du commerce de gros et de détail, des transports, de l'hébergement et de la restauration est prépondérant sur la commune puisqu'il représente 24,6 % du nombre total d'établissements de la commune (58 sur les 236 entreprises implantées  à Sallèles-d'Aude), contre 32,3 % au niveau départemental.

#### Entreprises
Les cinq entreprises ayant leur siège social sur le territoire communal qui génèrent le plus de chiffre d'affaires en 2020 sont : 
- La Toulousaine Des Farines, meunerie (17 093 k€)
- Hydro-Geotechnique Sud-Ouest, ingénierie, études techniques (4 547 k€)
- SAS Farines Trans Sud - SAS FTS, transports routiers de fret interurbains (1 909 k€)
- Etancheite Narbonnaise, travaux d'étanchéification (484 k€)
- Gaia, culture de fruits à pépins et à noyau (395 k€)

### Agriculture
La commune est dans le « Narbonnais », une petite région agricole occupant le nord-est du département de l'Aude, également dénommée localement « plaine viticole du Bas-Languedoc ». En 2020, l'orientation technico-économique de l'agriculture  sur la commune est la culture de fruits ou d'autres cultures permanentes.
|               | 1988 | 2000 | 2010 | 2020 |
| ------------- | ---- | ---- | ---- | ---- |
| Exploitations | 136  | 88   | 54   | 44   |
| SAU (ha)      | 737  | 938  | 994  | 775  |

Le nombre d'exploitations agricoles en activité et ayant leur siège dans la commune est passé de 136 lors du recensement agricole de 1988  à 88 en 2000 puis à 54 en 2010 et enfin à 44 en 2020, soit une baisse de 68 % en 32 ans. Le même mouvement est observé à l'échelle du département qui a perdu pendant cette période 60 % de ses exploitations,. La surface agricole utilisée sur la commune a quant à elle augmenté, passant de 737 ha en 1988 à 775 ha en 2020. Parallèlement la surface agricole utilisée moyenne par exploitation a augmenté, passant de 5 à 18 ha.

## Culture locale et patrimoine

### Lieux et monuments
- Atelier de poterie antique de Sallèles-d'Aude (Musée Amphoralis)
- Canal de Jonction.
- Canal du Midi
- Pont-canal de Cesse
- Église Notre-Dame de Sallèles-d'Aude.
- Chapelle du Calvaire de Sallèles-d'Aude.
- Chapelle Saint-Roch de Sallèles-d'Aude.
- Chapelle Viramond de Sallèles-d'Aude.

### Personnalités liées à la commune
- Hippolyte Rabaud (1839-1900), violoncelliste et compositeur, professeur de violoncelle au Conservatoire de Paris, né dans la commune;
- René Iché (1897-1954), sculpteur, né dans la commune;
- Pierre Bastié (1925-2013), homme politique, né dans la commune;
- Jacques Lepatey (1929), ancien joueur français de rugby à XV;
- Roger Bastié (1932-2019), ancien joueur et entraîneur français de rugby à XV, né dans la commune;
- Roland Courteau (1943-2025), homme politique, ancien adjoint au maire;
- Franck Tournaire (1972), joueur de rugby à XV international.

### Héraldique
| Sallèles-d'Aude | Son blasonnement est : Écartelé, au 1er d'azur à un chevron d'or accompagné de trois roses d'argent, au 2e de gueules à une croix cléchée, vidée et pommetée de douze pièces d'or (croix occitane), au 3e d'argent au lion de gueules, au 4e tiercé en fasce : au I d'or à un lion naissant de sable, armé et lampassé de gueules, au II d'or à trois trèfles de sinople, au III de gueules à une bande d'or. |

## Pour approfondir